# 八原村
八原村（やばらむら）とは、茨城県稲敷郡にかつて存在した村である。現在の茨城県龍ケ崎市の東部に位置している。

## 沿革
- 1889年（明治22年）4月1日 - 町村制施行に伴い、八代村、羽原村、別所村、泉村、貝原塚村、薄倉村が合併し河内郡八原村が発足。
- 1896年（明治29年）4月1日 - 信太郡・河内郡が合併し稲敷郡が発足。稲敷郡八原村になる。
- 1954年（昭和29年）3月20日 - 稲敷郡大宮村、馴柴村、長戸村、北相馬郡北文間村、川原代村が稲敷郡龍ケ崎町へ編入され、消滅。龍ケ崎町は同日市制施行し龍ケ崎市となる。